# Cissus
Cissus és un gènere d'aproximadament 350 espècies de lianes lenyoses trepadores en la família de la vinya (Vitaceae). Tenen una distribució cosmopolita, encara que la majoria són dels tròpics d'Àfrica, el sud d'Àsia, Austràlia, Papúa i les Amèriques.
Les més comunes espècies, Cissus antarctica i Cissus rhombifolia són plantes de jardí. Cissus gongylodes és una planta alimentosa, conreada en la selva, des de fa segles, pels indígenes Gê i denominada per ells "cupá" i a Brasil "cipó-babao". Cissus quadrangularis és una planta medicinal usada des de l'antiguitat en l'Índia. Cissus sicyoides (o Cissus verticillata), també ha ha estat considerada com medicinal des de fa molt temps pels indígenes de les Amèriques. Cissus striata és una lenyosa nativa de Sud-amèrica (Xile).
Algunes espècies de Cissus són aliment de larves d'algunes espècies de Lepidoptera, incloent a Hypercompe eridanus i Hypercompe icasia.

## Espècies seleccionades
- Cissus alata
- Cissus antarctica * Cissus erosa
- Cissus fuliginea
- Cissus gongylodes
- Cissus hypoglauca
- Cissus microcarpa
- Cissus obliqua
- Cissus peruviana
- Cissus quadrangularis
- Cissus rhombifolia
- Cissus sicyoides
- Cissus spinosa
- Cissus striata
- Cissus trifoliata * Cissus tuberosa
- Cissus ulmifolia